# Konflikt laotański
Konflikt laotański – długotrwała wojna domowa w Laosie. Wojna rozegrała się pomiędzy partyzantką Pathet Lao a rządem królewskim. Obie strony zostały poparte przez sąsiednie państwa.

## Geneza konfliktu
Duży wpływ na sytuację w Laosie miały wydarzenia z lat 40. w sąsiednim Wietnamie. Już w 1945 roku działacze partyzanckiego Việt Minhu ogłosili utworzenie formalnie niepodległej Demokratycznej Republiki Wietnamu co umożliwiła kapitulacja okupującego ten kraj mocarstwa japońskiego. Tendencje niepodległościowe stały się coraz bardziej aktywne w samym Laosie jednak tamtejszy monarcha Sisavang Vong nie dysponował środkami które pomogłyby utrzymać niepodległość na wypadek interwencji Francji, której Indochiny (Laos, Kambodża i Wietnam) pozostawały kolonią. Jako że rząd królewski nie był zainteresowany niepodległością coraz więcej poparcia zdobywała Komunistyczna Partia Indochin która od lat 30. miała w swoim kraju własne sekcje. Już w 1945 roku do Laosu ponownie wkroczyły francuskie siły zbrojne, w odpowiedzi, w październiku, przedstawiciele laotańskiego ruchu nacjonalistycznego o nazwie Lao Issara (Wolny Laos) utworzyli rząd Laosu w skład którego weszli trzej wykształceni w Europie książęta: Phetsarath Ratanavongsa, Souvanna Phouma i Tiao Souphanouvong. Zbrojna rebelia rozpoczęła się od buntu wietnamskich mieszkańców miasta Savannakhét. Książę Souphanouvong przejął wówczas dowództwo nad oddziałem partyzantów uzbrojonych w broń przejętą od lokalnej milicji. Francuska misja wojskowa w obliczu coraz większych strat została eskortowana z Laosu do Tajlandii przez oddziały chińskiego Kuomintangu. Ruch Lao Issara mimo ewakuacji Francuzów nie zdołał przejąć władzy w całym Laosie – wojska chińskich narodowców zajęły część obszarów, tereny na północnym wschodzie trafiły pod kontrolę Việt Minhu a na południu Francuzi przekazali spore obszary w posiadanie sprzyjającego im księcia Boun Ouma. Rok później rozpoczął się ponowny podbój Laosu przez Francję.
Siły Lao Issara zostały pokonane przez wojsko francuskie do września 1946 roku a jego przywódcy udali się na emigrację do Bangkoku w Tajlandii. Część działaczy która pozostała w kraju sprzymierzyła się z Wietnamczykami z Północy i założyła nową organizację nacjonalistyczną o nazwie Pathet Lao, która na terenie Wietnamu założyła swoje bazy szkoleniowe. 11 maja 1947 roku król Sisavang Vong nadał Laosowi konstytucję według której kraj stał się formalnie niepodległy w praktyce pozostając jednak częścią Unii Francuskiej. Król rozpoczął organizację państwa i ustanowił Królewską Armię Laosu pozbawionej jednak oficerów i broni. W rezultacie rząd królewski musiał liczyć na pomoc wojska francuskiego. W opozycji do rządu rozwijał się Pathet Lao który w styczniu 1949 roku utworzył pierwsze oddziały partyzanckie. Lao Issara w tym samym roku rozpadła się a książę Souphanouvong przybył do Wietnamu, gdzie rozpoczął wspieranie laotańskiego ruchu partyzanckiego. W sierpniu 1950 roku Souphanouvong został przywódcą ruchu Pathet Lao i jego politycznego skrzydła Neo Lao Hat Sat (Laotański Front Patriotyczny).
W kwietniu 1953 roku żołnierze północnowietnamscy i znajdujący się w Wietnamie partyzanci laotańscy dokonali interwencji zbrojnej w Laosie. Na czele wojsk wietnamsko-laotańskich stał generał Võ Nguyên Giáp prowadzący 4000 żołnierzy (w tym 2000 żołnierzy Pathet Lao wiernych Souphanouvongowi). 9 listopada formalnie rozpoczęła się wojna domowa w której wzmocnione po wietnamskiej interwencji oddziały Pathet Lao starły się z Francuzami i siłami rządowymi. W międzyczasie odbyła się konferencja genewska, która podzieliła Wietnam na Wietnam Północny i Południowy rządzony przez frakcje prozachodnie. 

## Przebieg wojny
Od połowy lat 50. coraz większe zaangażowanie w Laosie prowadziły Stany Zjednoczone Ameryki, które za cel postawił sobie niedopuszczenie do władzy partyzantów Pathet Lao. W związku z wycofaniem się Francuzów z Laosu po konferencji genewskiej, Amerykanie rozpoczęli usilne próby modernizacji armii królewskiej Laosu i szkolenie partyzantów Hmongów którzy mieli stać się główną siłą tajnej wojny prowadzonej przez USA przeciwko siłom Pathet Lao. W 1956 roku doszło do zawieszenia broni, a rok później doszło do reorganizacji rządu, w wyniku którego pozwolono na wybory parlamentarne z udziałem lewicy. W konsekwencji, aż jedna trzecia miejsc w parlamencie należała do organizacji sprzyjających Pathet Lao. Na skutek interwencji Amerykanów rząd został zmuszony do ustąpienia a pomoc amerykańska dla króla została zawieszona. Amerykanie zastąpili dotychczasowy umiarkowany rząd rządem konserwatystów, który zgodnie z wolą USA przystąpił do ponownej zbrojnej akcji przeciwko Pathet Lao.

W 1959 roku doszło do ponownej interwencji Północnego Wietnamu w Laosie. Interwencja zakończyła się sukcesem wojsk wietnamskich i sojuszniczych wobec nich grup Pathet Lao które zdołały przejąć kontrolę nad sporymi północnymi obszarami państwa. Na skutek porażki wojsk królewskich w kampanii, w 1960 roku doszło do puczu wojskowego Konga Le. Celem puczystów według nich samych było doprowadzenie do likwidacji obcych wpływów w Laosie i likwidacja powszechnej korupcji. Kong Le jeszcze w tym samym roku został odsunięty od władzy przez proamerykańskie oddziały wojska. Kong Le wraz z wiernymi sobie oddziałami wycofał się na prowincje, gdzie zawarł sojusz z Pathet Lao skierowany przeciwko nowemu rządowi. Pomiędzy 1962 i 1971 rokiem USA dostarczyły władzom Laosu około 500 milionów USD pomocy wojskowej, nie licząc kosztów wyposażenia i wyszkolenia oddziałów paramilitarnych i nieregularnych (partyzantki antykomunistycznej).

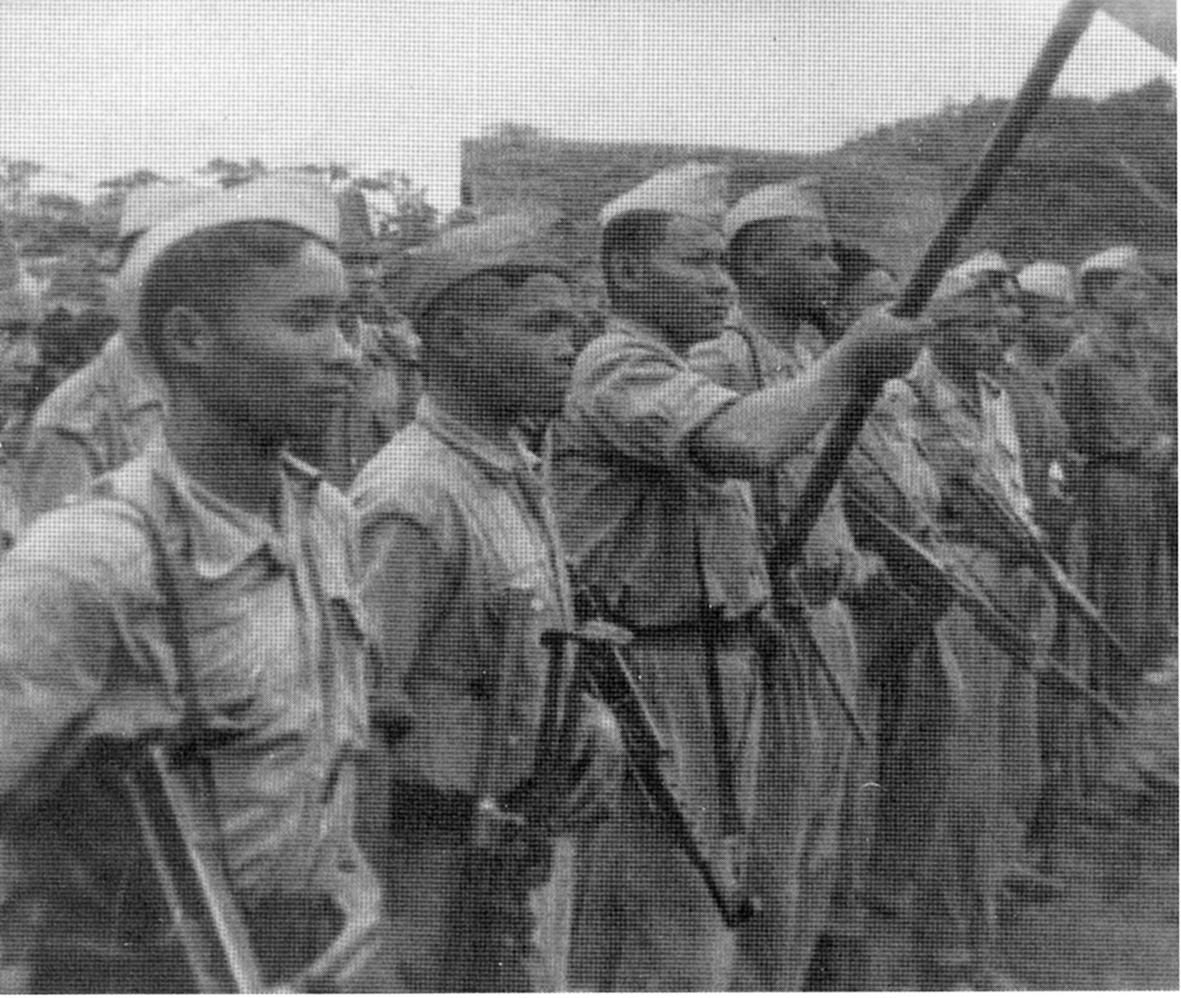
Oddział Pathet Lao

Pod koniec lat 60. wojska Pathet Lao odnosiły kolejne sukcesy militarne rozbijając oddziały królewskie (wspierane przez wojsko amerykańskie i tajskie). Pathet Lao wzięło do niewoli na terytorium Laosu pewną liczbę amerykańskich jeńców wojennych, jak np. Davida Hrdlickę. W 1973 roku po upadku prawicowego rządu doszło do zawarcia koalicji rządowej przez Pathet Lao i neutralistów czyli zwolenników generała Konga Le. Ostateczne zwycięstwo Pathet Lao umożliwił upadek Wietnamu Południowego na skutek wojny wietnamskiej prowadzonej przez Vietcong walczący z wojskiem Południa i amerykańskim. Komuniści wietnamscy wsparli Pathet Lao co przyczyniło się do zakończenia w grudniu 1975 roku okresu długoletniej wojny domowej, likwidacji monarchii i utworzenia Laotańskiej Republiki Ludowo–Demokratycznej. Na czele republiki jako prezydent stanął książę Souphanouvong. Souphanouvong zawarł z socjalistycznym Wietnamem sojusz militarny który pozwolił wojskom wietnamskim na stacjonowanie w kraju do 1988 roku – Wietnamczycy wspomogli likwidację niedobitków wspieranej przez Amerykanów partyzantki Hmongów.